# Tezoquiticpac
Tezoquiticpac är en ort i Mexiko.   Den ligger i kommunen Ocotepec och delstaten Puebla, i den sydöstra delen av landet, 150 km öster om huvudstaden Mexico City. Tezoquiticpac ligger 2 780 meter över havet och antalet invånare är 152.
Terrängen runt Tezoquiticpac är kuperad åt sydost, men åt nordväst är den bergig. Runt Tezoquiticpac är det ganska glesbefolkat, med 36 invånare per kvadratkilometer. Närmaste större samhälle är Libres, 10,3 km söder om Tezoquiticpac. I omgivningarna runt Tezoquiticpac växer huvudsakligen savannskog.